# Zdzisław Suchodolski

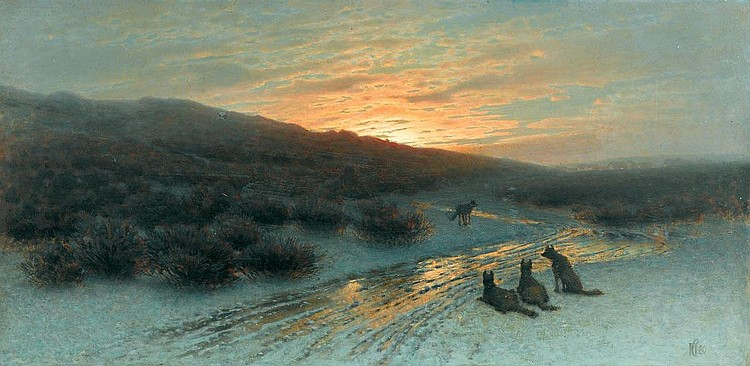
Paisaje nevado con lobos al atardecer, 1880

Zdzisław Aleksander Mamert Suchodolski (Roma, 11 de mayo de 1835-Múnich, 2 de febrero de 1908) fue un pintor germano-polaco.

## Biografía
Su padre era el pintor y militar January Suchodolski.
Tras estudiar en Cracovia, fue a la Academia de Bellas Artes de Düsseldorf y a la Escuela pictórica de Düsseldorf.
Trabajó en Weimar y desde 1880 vivió en Múnich.